# Anticlea sibirica
Anticlea sibirica är en nysrotsväxtart som först beskrevs av Carl von Linné, och fick sitt nu gällande namn av Carl Sigismund Kunth. Anticlea sibirica ingår i släktet Anticlea och familjen nysrotsväxter. Inga underarter finns listade.